# Joyce Sullivan (Sängerin)
Joyce Anna Sullivan (geb. Solomon; * 4. Juli 1929 in Toronto; † 14. Mai 2017) war eine kanadische Sängerin (Mezzosopran).

## Leben
Sullivan studierte am Royal Conservatory of Music in Toronto bei Emmy Heim. Von 1947 bis 1954 war sie Mitglied und Solistin der Leslie Bell Singers und wirkte an verschiedenen ihrer Konzerte und Rundfunkauftritten (u. a. einer Rundfunkaufführung von Pergolesis Stabat mater 1951) mit. In den 1950er Jahren trat sie mehrfach in der Fernsehsendung Showcase der CBC auf, zwischen 1957 und 1959 als Solistin mit Robert Goulet. In den 1960er Jahren war sie Solistin der Carl Tapscott Singers mit denen sie die LP Great Hymns of All Times aufnahm. Weitere Plattenaufnahmen waren Folk Songs of Canada (1956, mit Charles Jordan) und The Songs of Joyce Sullivan (1965). Um 1970 beendete sie ihre aktive Laufbahn als Sängerin.